# Milestones (musikalbum av Roy Orbison)
Milestones, studioalbum av Roy Orbison, utgivet 24 september 1973 på skivbolaget MGM Records. Albumet är producerat av Roy Orbison och Joe Melson.
"I Wanna Live" gavs ut på singel en månad tidigare, men den försvann spårlöst på listorna. Detta var Orbisons sista album för MGM Records innan han återvände till skivbolaget Monument Records.

## Låtlista
1. "I Wanna Live" (John D. Loudermilk)
2. "You Don't Know Me" (Cindy Walker/Eddy Arnold)
3. "California Sunshine Girl" (Letha Purdom)
4. "Words" (Barry Gibb/Robin Gibb/Maurice Gibb)
5. "Blue Rain (Coming Down)" – (Roy Orbison/Joe Melson)
6. "Drift Away" (Mentory Williams)
7. "You Lay So Easy On My Mind" (Donald L. Riis/Bobby G. Rice/Charles W. Fields)
8. "The World You Live In" (Joe Melson/Suzie Melson)
9. "Sweet Caroline" (Neil Diamond)
10. "I've Been Loving You Too Long" (Otis Redding/Jerry Butler)
11. "The Morning After" (Al Kasha/Joel Hirschhorn)